# Marietta Marcolini
Marietta Marcolini, all'anagrafe Maria Marcolini (Firenze, 1780 – Firenze, 26 dicembre 1855), è stata un contralto italiano, nota soprattutto per la sua collaborazione con Rossini nella prima fase della sua carriera.

## Biografia
Della sua vita si hanno poche notizie. Incerta è la data del suo debutto, probabilmente avvenne a Venezia nel 1800. Cantò frequentemente a Napoli (nel 1803 fu tra i primi interpreti dell'opera La serva bizzarra di Pietro Carlo Guglielmi), Livorno, Roma, Milano.

Dotata di una grande voce, agilissima e modulabile si impose anche per la bella figura scenica e per le grandi capacità interpretative.

È nota soprattutto per la collaborazione con Rossini: tra le varie opere composte per la sua voce, spicca il ruolo di Isabella ne L'italiana in Algeri.

## Curiosità
Il mezzosoprano svedese Ann Hallenberg ha dedicato il suo album "Arias for Marietta Marcolini" appunto alla figura del contralto. Il recital prevede arie di Rossini (L'equivoco stravagante, L'italiana in Algeri e Ciro in Babilonia) nonché pagine da opere di compositori del primo Ottocento scritte per la Marcolini (Il sacrifizio di Ifigenia di Mayr, L'imboscata di Weigl, L'eroismo in amore di Paër, Le bestie in uomini di Giuseppe Mosca, La donna selvaggia di Coccia). La direzione è del maestro Fabio Biondi per la casa discografica Naïve.

## Ruoli creati
- Donna Aurora in Con amore non si scherza di Mosca (14 aprile 1811, Milano)
- Ernestina ne L'equivoco stravagante di Rossini (26 ottobre 1811, Bologna)
- Ciro in Ciro in Babilonia di Rossini (14 marzo 1812, Ferrara)
- Alcina ne Le bestie in uomini di Mosca (23 maggio 1812, Milano)
- La marchesa Clarice ne La pietra del paragone di Rossini (26 settembre 1812, Milano)
- Isabella ne L'italiana in Algeri di Rossini (22 maggio 1813, Venezia)
- Matilde ne La donna selvaggia di Coccia (24 giugno 1813, Venezia)
- Fiordispina ne L'ambizione delusa di Pacini (Pasqua 1814, Firenze)
- Il ruolo del titolo in Sigismondo di Rossini (26 dicembre 1814, Venezia)
- Cleomene in Euristea di Coccia (21 gennaio 1815, Venezia)
- Angiolina ne I begli usi di città di Coccia (11 ottobre 1815, Venezia)
- Metilde ne L'imboscata di Weigl (8 novembre 1815, Milano)
- Arpalice ne L'eroismo in amore di Paër (26 dicembre 1815, Milano)